# 나카스가야역
나카스가야역(일본어: 中菅谷駅)은 일본 이바라키현 나카시에 위치한 동일본 여객철도 스이군선의 철도역이다. 단선 승강장 1면 1선의 구조를 갖춘 지상역이다.

## 역 주변
- 종합 복지센터 '히다마리'

## 역사
- 1935년 9월 1일 : 국유철도의 역으로서 개업. 여객 취급만.
- 1941년 8월 10일 : 영업 휴업.
- 1954년 5월 1일 : 영업 재개.
- 1987년 4월 1일 : 일본국유철도 분할 민영화에 의해, 동일본 여객철도가 승계.
- 2001년 5월 8일 : 간이형 자동발권기 설치.

## 인접 역
| 스이군선             | 스이군선   | 스이군선                 |
| -------------------- | ---------- | ------------------------ |
| 시모스가야 미토 방면 | ■ 스이군선 | 가미스가야 고리야마 방면 |